# Ankylocythere freyi
Ankylocythere freyi är en kräftdjursart som beskrevs av Hobbs III 1978. Ankylocythere freyi ingår i släktet Ankylocythere och familjen Entocytheridae. Inga underarter finns listade i Catalogue of Life.